# Relations entre le Brésil et Haïti
Les relations entre le Brésil et Haïti sont les relations diplomatiques entre la république fédérative du Brésil et la république d'Haïti.

## Histoire
Le Brésil et Haïti établissent des relations diplomatiques en 1928.
Les deux nations sont membres de la Communauté d'États latino-américains et Caraïbes (CELAC), de l’Organisation des États américains et des Nations Unies.